# Volksoper Wien
Die Volksoper Wien ist das zweitgrößte Opernhaus in Wien. Auf dem Programm stehen Operetten, Opern, Musicals und Ballett.

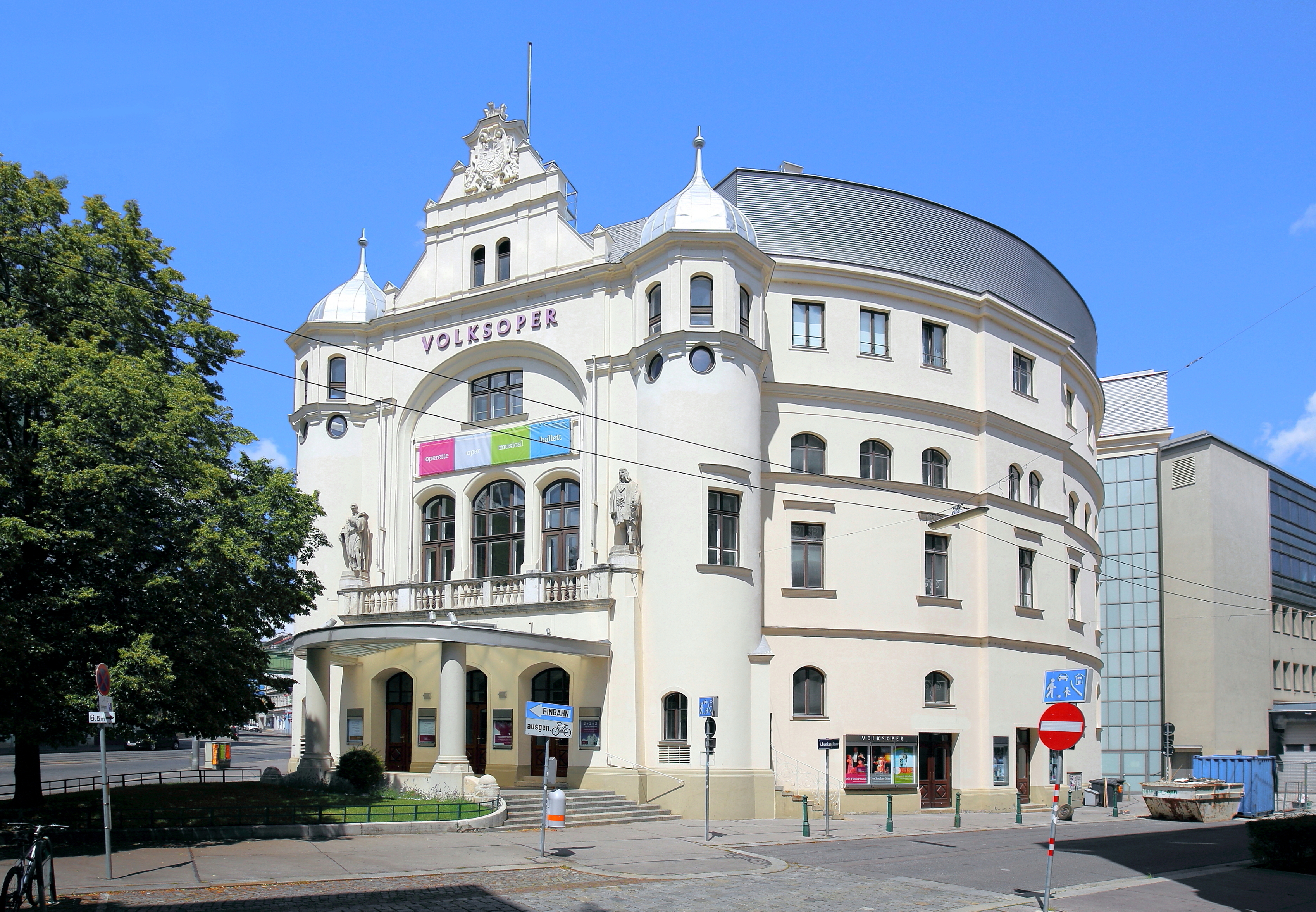
Volksoper von der Lustkandlgasse aus gesehen

Logo

## Geschichte

### Gründung und Zeit als Sprechtheater

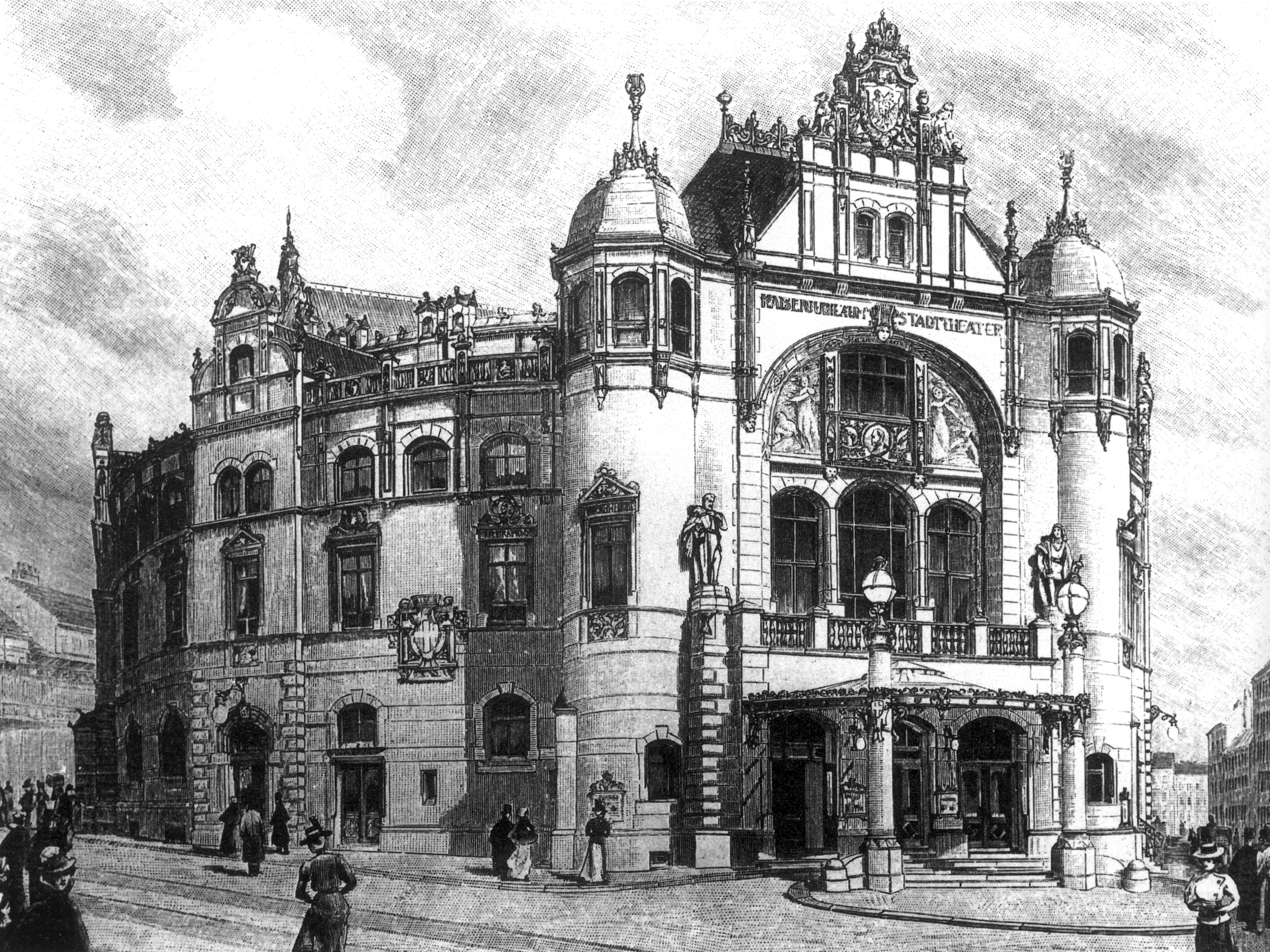
Das Jubiläum-Stadttheater, Holzschnitt aus der Leipziger Illustrierten vom 19. Januar 1899

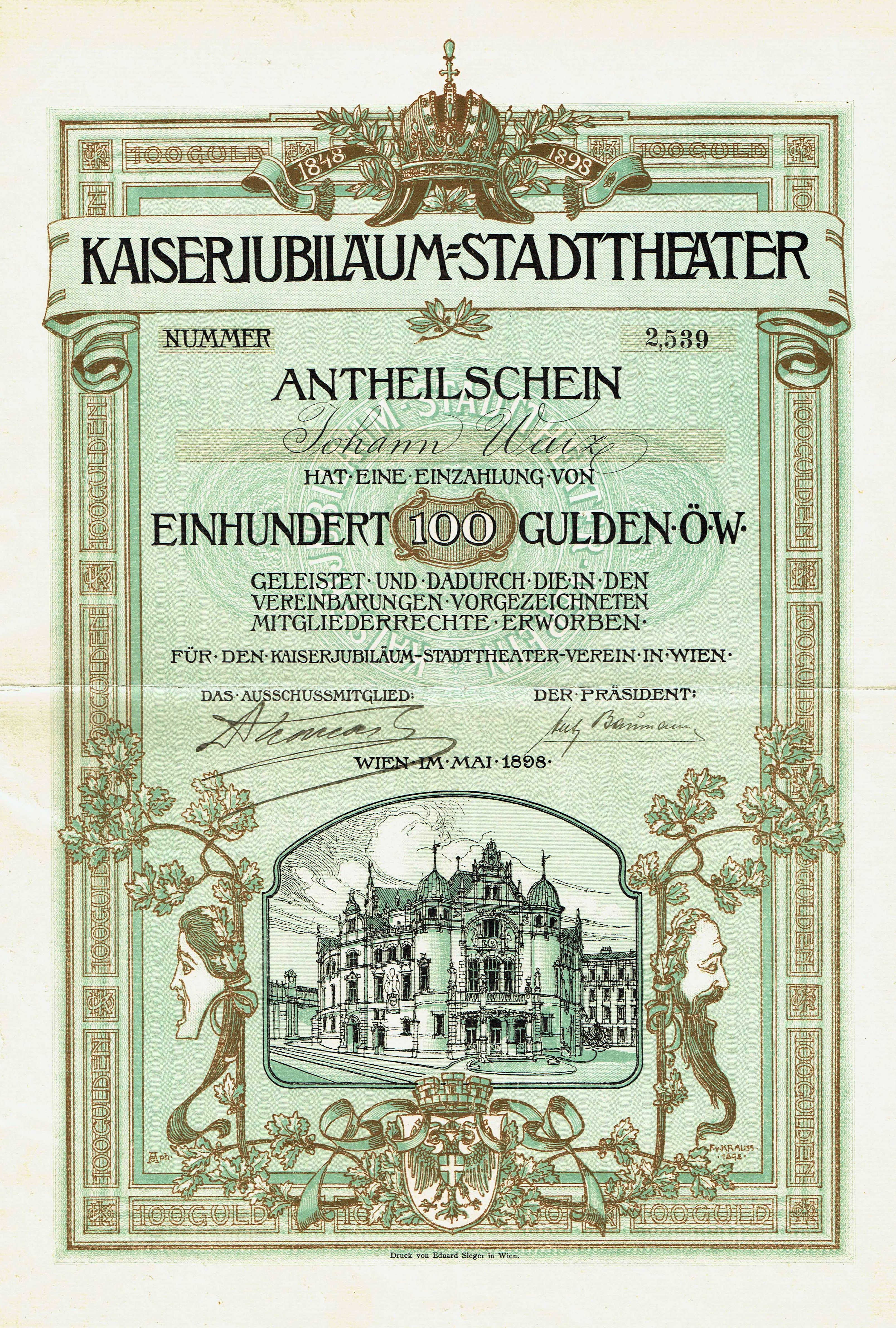
Anteilschein des Kaiserjubiläum-Stadttheater-Vereins vom Mai 1898

1897 wurde Karl Lueger zum Wiener Bürgermeister ernannt. Der Baugedanke – also die Neugestaltung Wiens – war die vorherrschende soziale, wirtschaftliche und politische Strömung in dieser auch als Ringstraßenzeit bekannten Ära. Im selben Jahr wurde auch der Kaiserjubiläum-Stadttheater-Verein von engagierten Bürgern der Stadt Wien gegründet mit dem Ziel, zum 50-jährigen Regierungsjubiläum von Kaiser Franz Joseph I. im Jahr 1898 ein Theater zur Aufführung von deutschen Sprechstücken in Währing zu errichten.
Da sich der Baugrund bis 1905 im 18. Bezirk befand, war neben diesem Verein auch der christlichsoziale Währinger Bezirksvorsteher Anton Baumann maßgeblich beteiligt. Der Theaterverein beauftragte den Architekten Alexander Graf mit der Durchführung des Baues; er errichtete gemeinsam mit dem Architekten Franz Freiherr von Krauß das Kaiserjubiläum-Stadttheater in nur zehn Monaten.
Vor Baubeginn wurden die Gesamtbaukosten mit 650.000 Gulden veranschlagt. Dieser Betrag wurde finanziert über Anteilscheine, die reißenden Absatz fanden. Die geplante Bausumme entspricht heute dem Wert von ca. 11,5 Millionen Euro. (100 Gulden = 1.770 €). Mit einiger Verzögerung wurden die Baumeisterarbeiten im März 1898 begonnen. Der hohe Zeitdruck führte zur Überschreitung der Baukosten um ca. 25 % bzw. um 160.000 Gulden. Dieser fehlende Betrag wurde jedoch nicht von öffentlicher Hand subventioniert, sondern dem Direktor Adam Müller-Guttenbrunn in Form einer Pachtzinserhöhung aufgebürdet.
Einen weiteren Schatten auf die Eröffnung am 14. Dezember 1898 warf die Tatsache, dass der Kaiser der Eröffnung des Hauses fernblieb, nach offizieller Begründung, weil seine Gemahlin Elisabeth drei Monate zuvor ermordet worden war. Der Theaterverein hatte eine antisemitische Satzung, und der Direktor Müller-Guttenbrunn behielt die Bühne den „arischen Talenten“ vor, ließ „nur christliche Schauspieler“ auftreten und „nur Werke christlicher Schriftsteller“ aufführen. Die extremsten Propagandastücke wurden von der Statthalterei verboten. Nach diesem schlechten Start des Theaters folgte nach nicht ganz fünf Spieljahren im Jahr 1903 der erste Konkurs.

### Das Musiktheater von 1903 bis in die Nachkriegsjahre

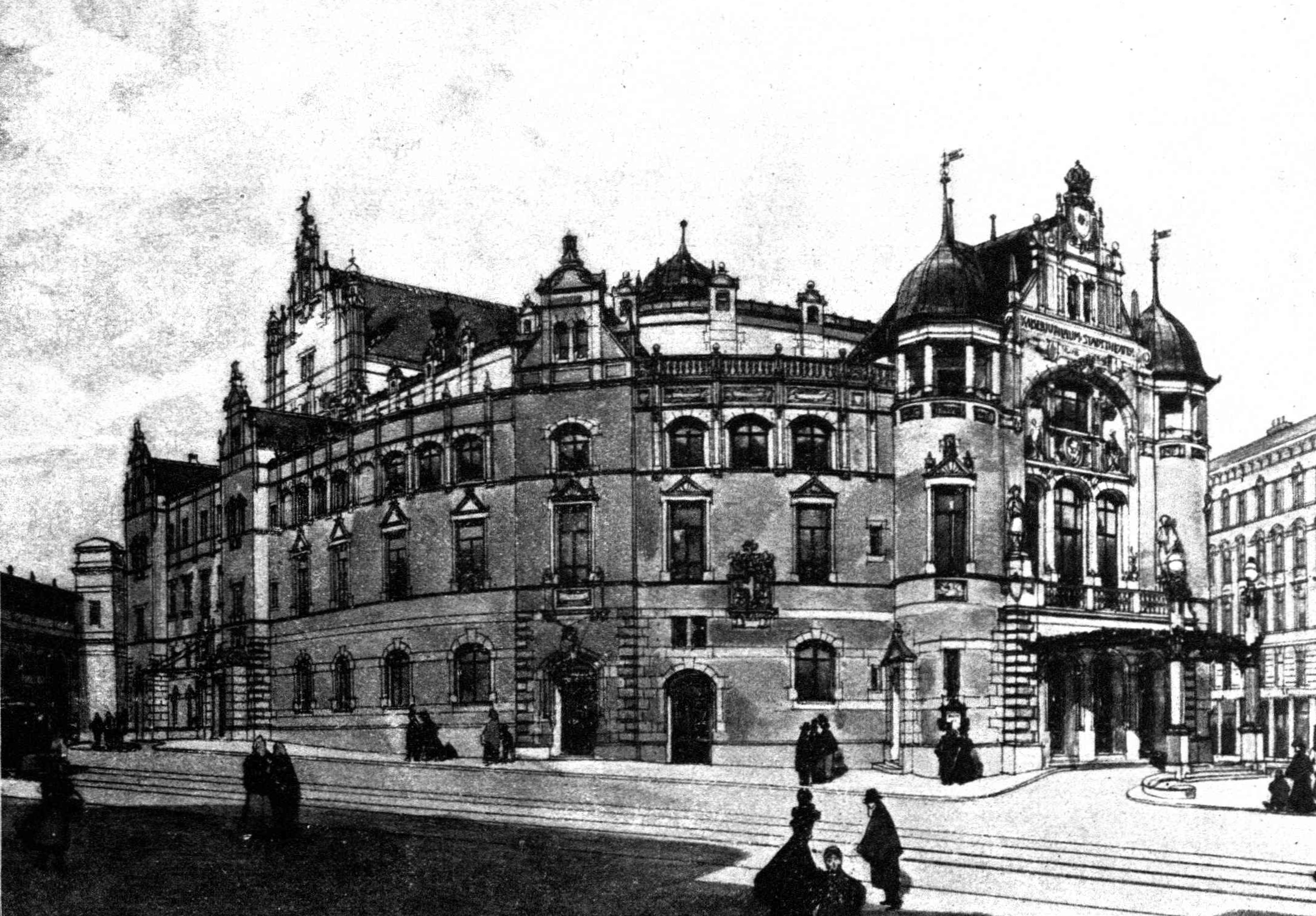
Das Jubiläums-Stadttheater zum Zeitpunkt der Eröffnung, 1898

Am 1. September 1903 übernahm Rainer Simons die Direktion, der seine Lehrjahre bei berühmten Sängern wie Julius Stockhausen oder Komponisten wie Engelbert Humperdinck absolviert hatte. Ein klares Ziel vor Augen, pflegte er zwar die volkstümlichen deutschen Sprechstücke im Sinne seines Vorgängers fort, setzte aber erste Schritte in Richtung Musiktheater. 1904 engagierte er den jungen Alexander von Zemlinsky als Musikdirektor, und in der Saison 1904/05 – in der auch erstmals der Untertitel Volksoper aufscheint – führte er die ersten Spielopern ein.
1905 wurde das Areal des Währinger Theaters durch eine Änderung der Bezirksgrenze des 9. und 18. Bezirkes Teil des Alsergrundes, des 9. Bezirks.
Auf Grund des Publikumszuspruchs wagten Simons und Zemlinsky bereits zwischen 1906 und 1908 den Sprung zur großen Oper. 1907 wechselte Zemlinsky an die Hofoper, kehrte jedoch ein Jahr später ans Haus am Gürtel zurück. Ab 1918 firmierte der Spielort nur mehr unter dem Namen Volksoper.
Nach vielen äußerst erfolgreichen Jahren hatte die Volksoper ab 1925 massiv mit den Auswirkungen der Inflation zu kämpfen. Nach einigen kurzzeitigen Schließungen und unterschiedlichen Rettungsversuchen durch Arbeitsgemeinschaften wurde sie am 5. Juli 1928 geschlossen und erst am 5. November 1929 als Neues Wiener Schauspielhaus wieder eröffnet. Aber bereits 1½ Jahre später musste auch die Direktion Feldhammer die Schließung des Hauses wegen finanzieller Missstände bekanntgeben (16. Juli 1931).
Am 3. Dezember 1931 wurde das Theater als Volksoper unter dem Direktor Leo Kraus mit der Operette "Die Großherzogin von Gerolstein" wiedereröffnet:
Die Inszenierung stammte von Bernhard Marholm, Leo Kraus dirigierte und die Hauptrollen wurden von Christl Mardayn, Käthe Staller, Ernst Tautenhayn, Hans Unterkirchner und Kurt Preger verkörpert. MIt Fidelio, Der Zigeunerbaron, Die Fledermaus, Fatma, Der Vogelhändler, Der Freischütz, Tosca, Der Bettelstudent, Der fidele Bauer, Carmen und der Uraufführung der Leo Kraus Oper "Die Nachtigall" wurde in den ersten Monaten ein repertoire-tauglicher Spielplan umgesetzt. Aber auch die Direktion Leo Kraus scheiterte – vom 1. Juni 1933 bis zu einem Gastspiel der Exel-Bühne (31.3.1934 – 17.6.1934) blieb die Volksoper geschlossen. Am 20. September 1934 eröffnete die Direktion Karl Lustig-Prean und Jean Ernest die Volksoper mit der Oper "Die lustigen Weiber von Windsor".
Im Dezember 1935 schied Lustig-Prean als Direktor der Volksoper aus und Jean Ernest wurde alleiniger Pächter der Volksoper. Mit dem Gastspieldirektor Alexander Kowalewsky konnte er bis März 1938 ein sehr erfolgreiches Programm anbieten:
- 23.12.1935 "Der gütige Antonius" (Revueoperette von Jara Benesch, Hugo Wiener und Fritz Löhner-Beda – 155 Aufführungen)
- 09.10.1936 "Auf der grünen Wiese" (Operette von Jara Benesch, Hugo Wiener und Fritz Löhner-Beda – 130 Vorstellungen)
- 02.03.1937 "Die goldene Mühle" (Operette von Leon Jessel, Wilhelm Sterk und Hugo Wiener – 50 Vorstellungen)
- 08.09.1937 "Herzen im Schnee" (Operette von Ralph Benatzky, 118 Vorstellungen)
- 22.12.1937 "Die Reise um die Erde" (Operette von Robert Stolz, Hugo Wiener und Henry Gilbert – 62 Vorstellungen)
- 17.02.1938 "Gruß und Kuss aus der Wachau"  (Operette von Jara Benesch, Hugo Wiener, Kurt Breuer und Fritz Löhner-Beda- 94 Vorstellungen)

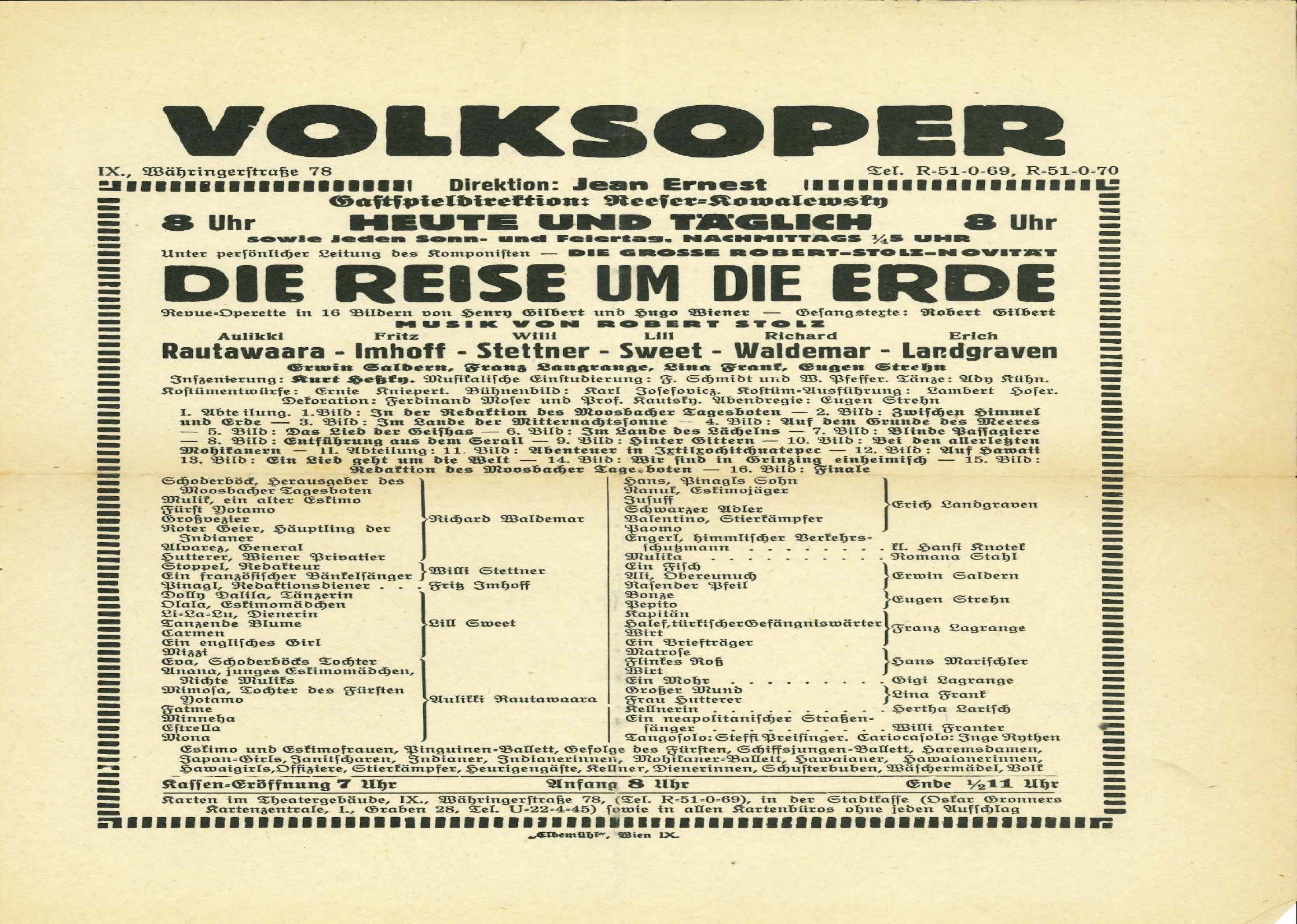

Daneben gab es Opernaufführungen, die in einem eigenen Abonnement immer am Samstag nachmittag gespielt wurden. Nach dem Einmarsch der Nationalsozialisten (12. März 1938) in Österreich wurden die Direktoren Ernet und Kowalewsky gezwungen, zurücktreten, der private Theaterverein der Volksoper wurde aufgelöst, und die jüdischen und nicht regimetreuen Künstler und Mitarbeiter wurden entlassen, verfolgt, und viele wurden ermordet.
Nach dem Anschluss Österreichs 1938 übernahm die Stadt Wien die nunmehrige Städtische Wiener Volksoper, später umbenannt in Opernhaus der Stadt Wien. Das Haus, so die NS-Presse, das aufgrund der „jüdischen Hetze“ 1903 hätte schließen müssen, sollte nun endlich das werden, was seine Gründer erstrebt hätten, nämlich „eine Bühne des Volkes, eine KdF-Bühne unter dem Namen ‚Volksoper‘“. Das Gebäude wurde 1938 grundlegend saniert, die sogenannte „Führerloge“ wurde eingebaut, ein gemauerter Rundhorizont für eine bessere Akustik errichtet. Die zahlreichen Stuckaturen im Zuschauerraum wurden entfernt. (Heute sind nur mehr das Eingangs- und das Pausenfoyer fast original erhalten.) Der Hauptvorhang wurde entfernt. Gegen Ende des Zweiten Weltkrieges wurde die Volksoper, nachdem seit 1. September 1944 Spielverbot für sämtliche Theater geherrscht hatte und einige Wiener Kinos durch Luftangriffe bereits zerstört waren, für mehrere Monate zum zweitgrößten Kino der Stadt mit 1550 Plätzen.
Nach dem Zweiten Weltkrieg fungierte die Volksoper 10 Jahre lang als Ausweichquartier für die zerstörte Staatsoper. Nach der Eröffnung des wiederhergestellten Staatsoperngebäudes 1955 wurde die Volksoper wieder ein selbstständiges Musiktheater mit Opern, Operetten und Musical. Im selben Jahr wurde sie in die österreichischen Bundestheater integriert. 1963 wurden zahlreiche Zubauten fertiggestellt: vergrößerte Hinterbühne, darüber eine Probebühne und der große Ballettsaal, der Bürotrakt in der Lustkandlgasse – der Kulissentransport wurde vom Gürtel (Hinterbühne) in die Lustkandlgasse verlegt, dadurch entstand auch eine neue Seitenbühne. Durch die Aufstockung konnten am Dach der Volksoper ein neuer Aufenthaltsraum für die Technik und Garderoben für die technische Mannschaft und ein eigener Chorprobensaal geschaffen werden. Eine Besonderheit stellen auch die neu geschaffenen Drehbühnen dar (eine versenkbare Kernscheibe und eine große Hauptscheibe).

### Jüngere Geschichte

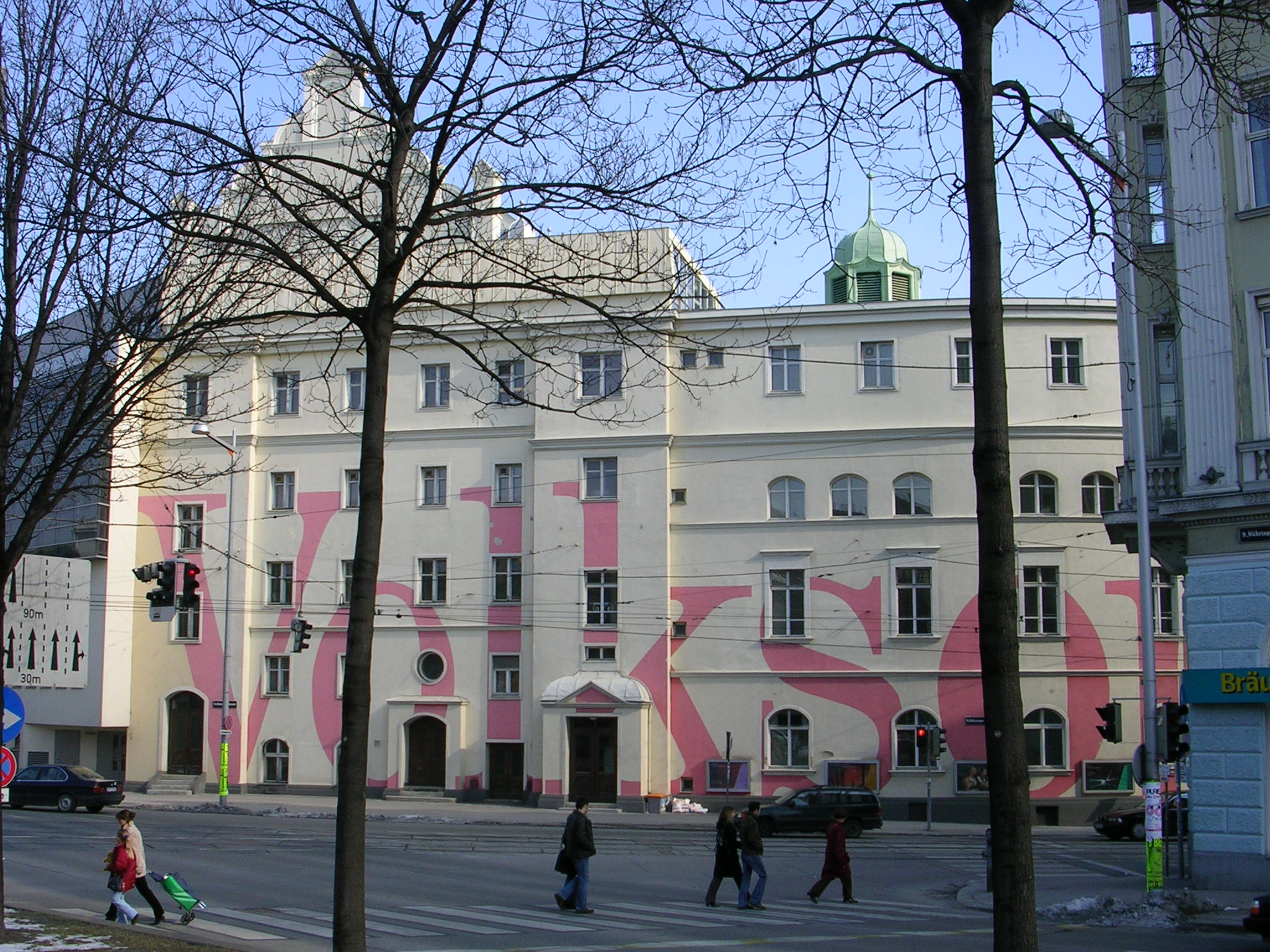
Volksoper vom Gürtel aus

Unter dem Direktor Karl Dönch erfolgte 1973 ein neuer großer Umbau des Theaterhauses, so wurde z. B. die Mittelloge entfernt. Dafür wurde ein Tonleitstand eingebaut, und das Pausenfoyer wurde saniert.
1979 hat Robert Jungbluth in seiner damaligen Funktion als Generalsekretär des Bundestheaterverbandes für die Volksoper ein Gastspiel in Japan initiiert. Es war die erste Operette, die in Japan aufgeführt wurde. 1984 folgte eine Amerika-Tournee.
September 1991 bis Juni 1996 standen Volksoper und Staatsoper unter gemeinsamer Führung. Während dieser Zeit wurden Sänger für beide Häuser gleichzeitig engagiert. Der Spielbetrieb verlief jedoch autonom, da beide Bühnen verschiedene Schwerpunkte verfolgen.
Die Volksoper als Bühnenhaus der österreichischen Bundestheater wurde mit dem Bundesgesetz über die Neuorganisation der Bundestheater (Bundestheaterorganisationsgesetz) von 1998 zu einem rechtlich selbständigen Unternehmen. 1999 erfolgte die Gründung der „Volksoper Wien GmbH“ als 100%ige Tochtergesellschaft der Bundestheater-Holding-GmbH.

#### Intendanz Robert Meyer
Ab dem 1. September 2007 bis zur Saison 2021/22 stand die Volksoper Wien unter der Leitung von Kammerschauspieler Robert Meyer als Direktor und künstlerischem Geschäftsführer. Rainer Schubert agiert als Vizedirektor. Zum selben Zeitpunkt wurde Christoph Ladstätter zum kaufmännischen Geschäftsführer ernannt. Auf den langjährigen Chefdiesponent Diethmar Strasser folgte seit September 2018 Malte Puls als Leiter des künstlerischen Betriebsbüros.
Robert Meyer verfolgte eine konsequente Reformpolitik. Sein Ziel war, die Volksoper wieder als „das Musiktheater Wiens“ zu positionieren, die Operette aufzuwerten und einem breiteren Publikum zu öffnen. Die meisten Neuproduktionen der Ära Meyer wurden in deutscher Sprache gegeben. Er war der längst dienende Volksoperndirektor (2007–2022). In seiner Ära fanden 134 Premieren statt (davon 31 Operetten, 48 Opern, 24 Musicals und 29 Ballettpremieren, sowie sieben Sonderprogramm-Premieren wie zB.: „Die Weberischen“). Die Corona-Pandemie ab 2020 verhinderte allerdings auch einige Premieren. Die verordneten Lockdowns dauerten über 300 Tage.

#### Intendanz Lotte de Beer
Im Oktober 2020 wurde Lotte de Beer von Staatssekretärin Andrea Mayer für die Dauer von fünf Jahren zur künstlerischer Leiterin der Wiener Volksoper bestellt. Sie folgte ab der Saison 2022/23 beginnend mit 1. September 2022 Robert Meyer in dieser Funktion nach. Der Findungskommission gehörten Elisabeth Sobotka, Karin Bergmann, der Geschäftsführer der Bundestheater-Holding Christian Kircher und Jürgen Meindl an, für die Position gab es 33 Bewerbungen. Zum Musikdirektor der Volksoper wurde Omer Meir Wellber bestellt. An der Volksoper sollte Wellber ursprünglich bis zum Beginn der Saison 2027/28 bleiben. Später wurde jedoch bekannt, dass er ab Sommer 2025 Generalmusikdirektor der Hamburgischen Staatsoper und Chefdirigent des Philharmonischen Staatsorchesters Hamburg werden soll. Wellber wollte sich auf diese neue Aufgabe vorbereiten und kündigte im September 2023 seinen Rücktritt zum Jahresende an. Zum Jahreswechsel 2023/24 folgte ihm Ben Glassberg als Musikdirektor der Volksoper Wien nach. 2024 wurde der Vertrag von de Beer bis 2032 verlängert.
Für die Inszenierung der Operette Die Dubarry von Carl Millöcker in der Regie von Jan Philipp Gloger und unter der musikalischen Leitung von Kai Tietje mit Annette Dasch als Dubarry und Harald Schmidt als König Louis XV. wurde der Volksoper der „Operetten-Frosch“ des Bayerischen Rundfunks der Spielzeit 2022/23 zuerkannt.
Im Rahmen der International Opera Awards 2023 wurde die Volksoper in der Kategorie Opernhaus, Lotte de Beer in der Kategorie Regie und Christof Hetzer für das Bühnenbild nominiert.

### Eiserner Vorhang

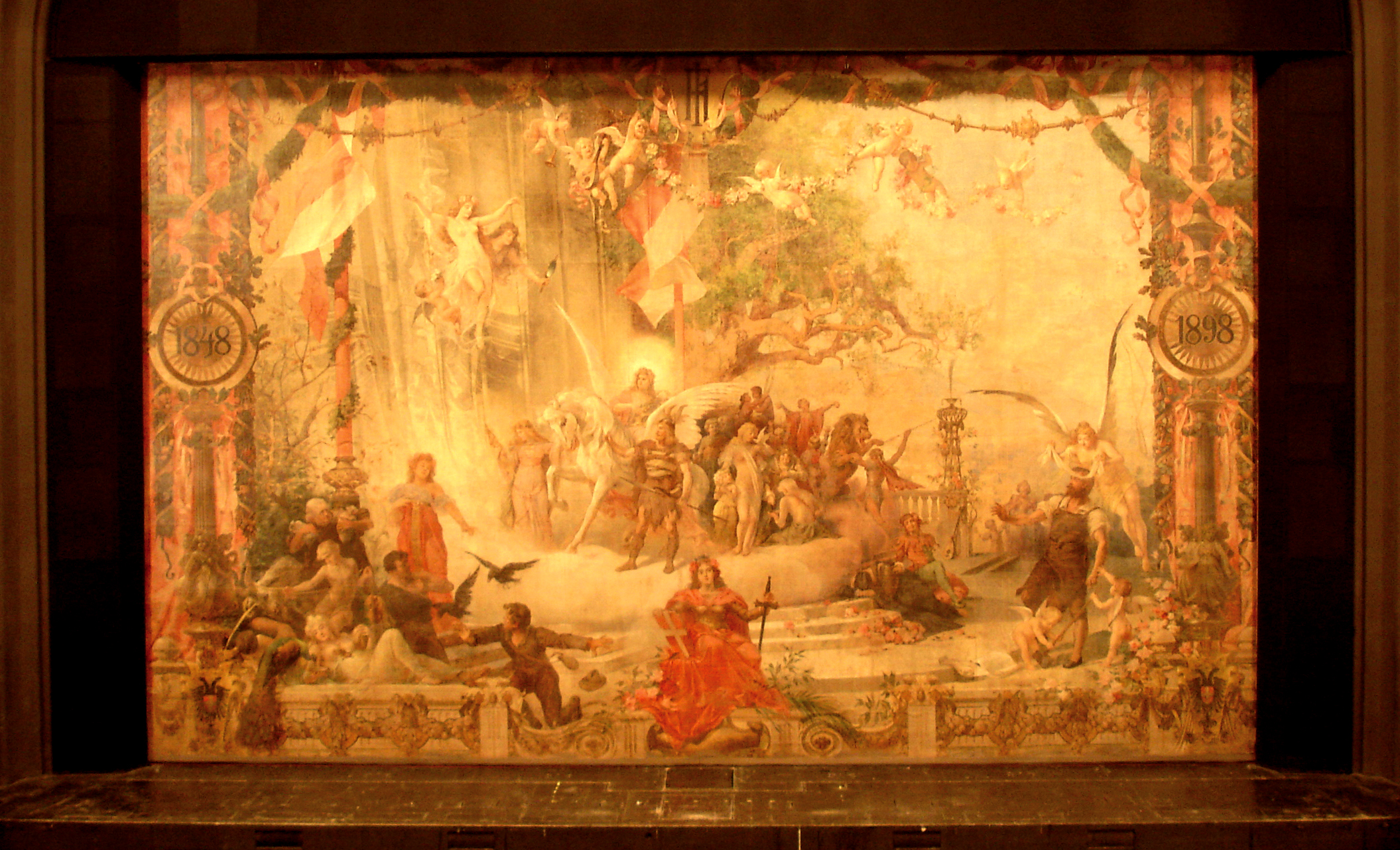
Eiserner Vorhang der Volksoper Wien

Auf dem eisernen Vorhang lässt sich die Widmung des Hauses zum 50-Jahre-Regierungsjubiläum Kaiser Franz Josephs I. durch die beiden Jahreszahlen 1848, links, und 1898, rechts, gut erkennen.
Bemalt wurde der (ursprüngliche) Hauptvorhang von Karl Schüller und Georg Janny.
Der Vorhang zeigt mittig vorn die Allegorie der Vindobona mit dem bis heute gültigen Stadtwappen. Der Mann in der rechten Bildhälfte symbolisiert die Bürger Wiens. Durch die Abnahme der Binde sollte er nun auch die schönen Musen sehen können.
Vor dem Zweiten Weltkrieg wurde der Vorhang weggeräumt und war verschollen, bis er in den 1990er Jahren auf dem Dachboden des Theaters an der Wien wieder aufgefunden und auf den damaligen Eisernen Vorhang aufkaschiert wurde.

## Daten und Fakten

### Zuschauer und Haus

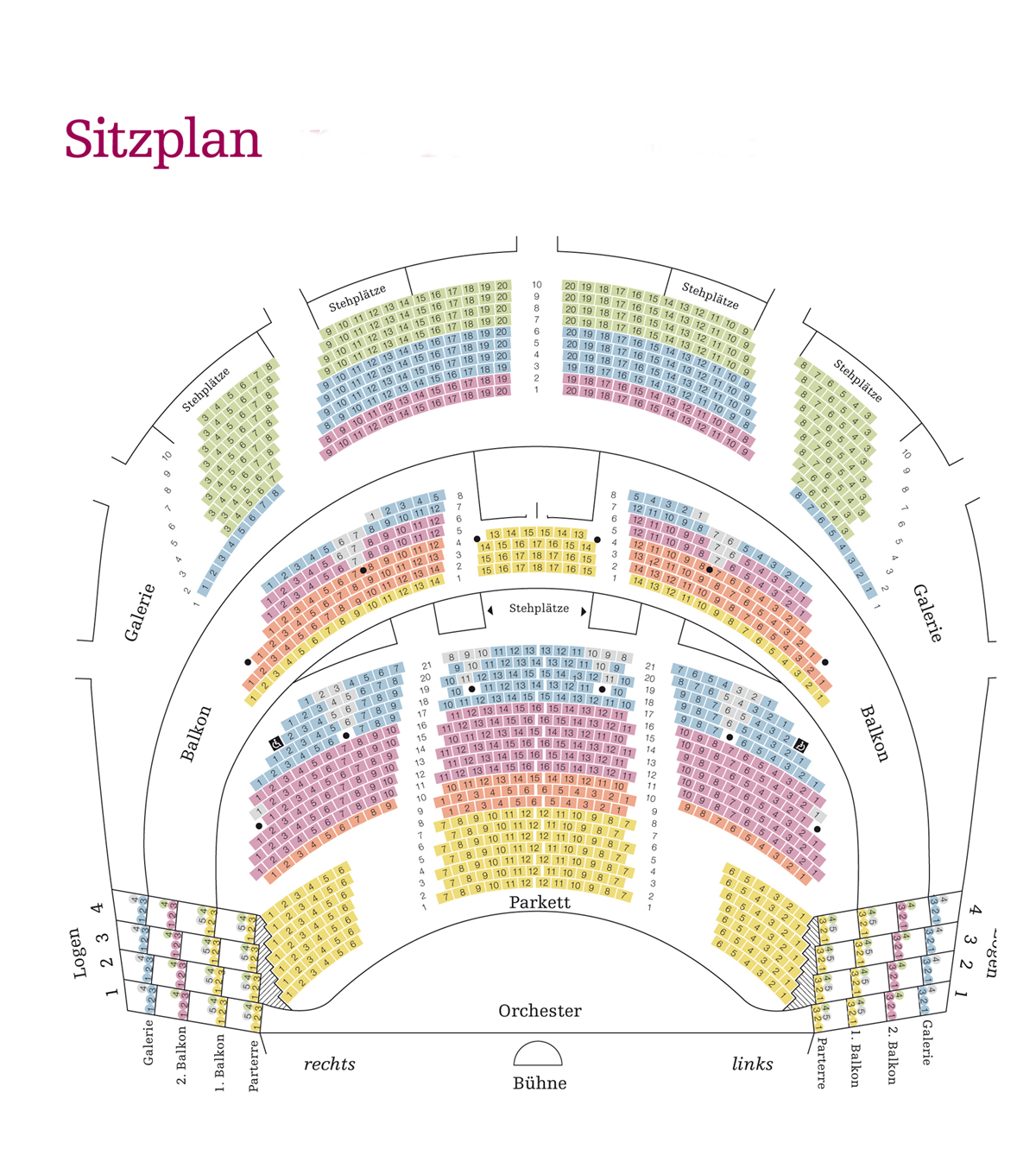
Aktueller Sitzplan der Volksoper

Auf drei verschiedenen Ebenen stehen den Besuchern gesamt 1261 Sitzplätze, 72 Stehplätze und 3 Rollstuhlplätze zur Verfügung. Von September bis Juni gibt es, abgesehen von wenigen Ausnahmen, täglich eine Vorführung. Nachfolgend einige länger zurückliegende Kennzahlen:
| Saison    | Vorstellungen | Besucher | Sitzplatzauslastung | durchschn. Beschäftigte |
| --------- | ------------- | -------- | ------------------- | ----------------------- |
| 2004/2005 | 287           | 293.695  | 75,41 %             | nicht bekannt           |
| 2005/2006 | 276           | 280.520  | 74,77 %             | 524                     |
| 2006/2007 | 281           | 289.721  | 78,34 %             | 523                     |
| 2007/2008 | 291           | 325.491  | 85,77 %             | 526                     |

Die für Instandhaltungsmaßnahmen zuständige Bundestheater-Holding hat im Geschäftsjahr 2006/2007 für eine Fassadensanierung des historischen Gebäudes Volksoper 1,1 Mio. Euro aufgewendet.

### Technische Daten

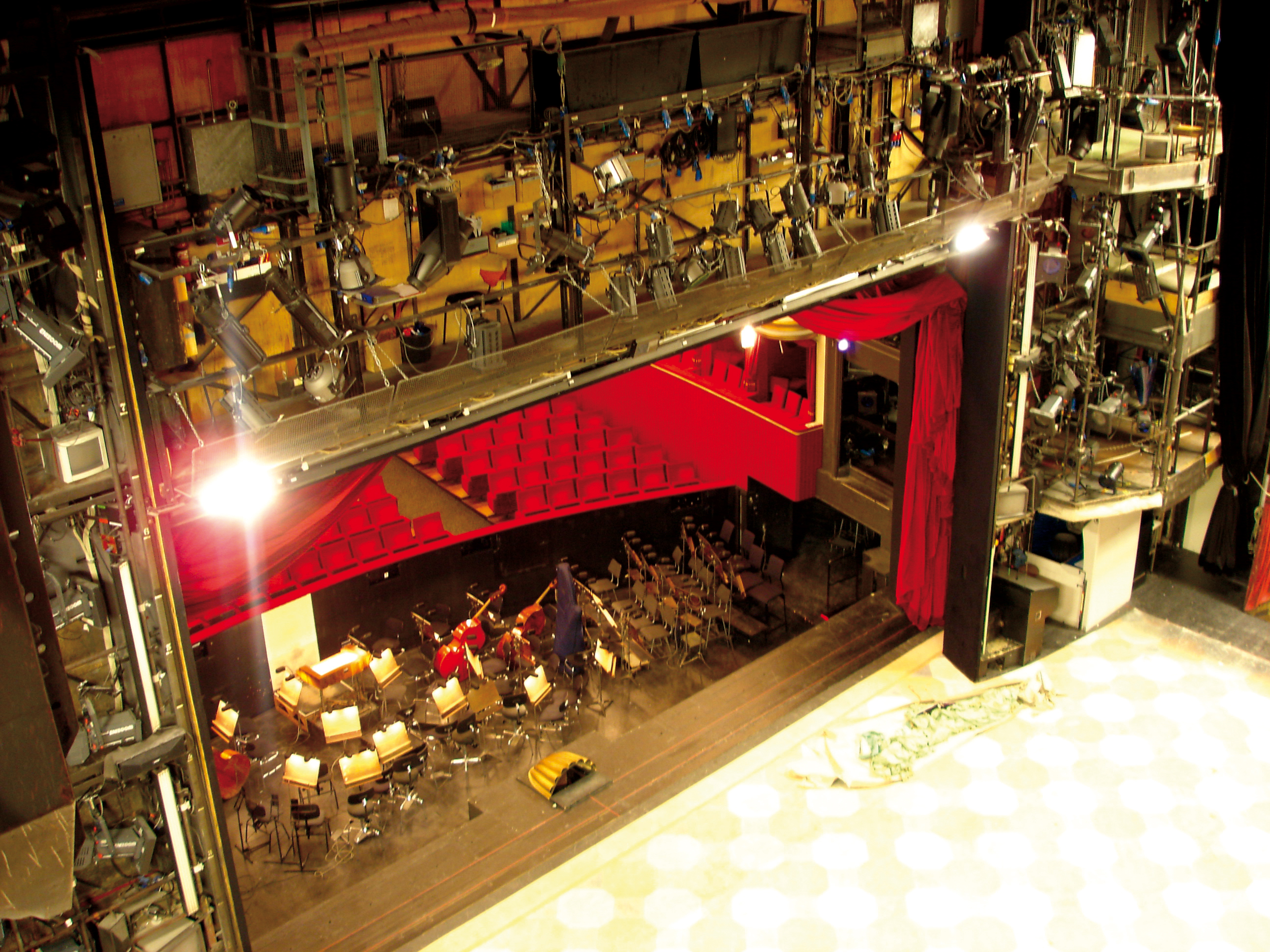
Beleuchtung und Blick auf den Orchestergraben der Volksoper

Der Orchestergraben ist mit zwei elektrisch angetriebenen Hubpodien ausgestattet. Die Tragfähigkeit beträgt 500 kg/m² (vorne Einfachpodium, bühnenseitig Doppelstockpodium) und ist höhenverstellbar von 0 bis 2,65 Meter unter Bühnenniveau.
Der Hauptvorhang aus rotem Samt ist hydraulisch raff- und hebbar. Die Raffgeschwindigkeit beträgt 0,15 bis 3,0 m/s; die Hubgeschwindigkeit bis zu 2 m/s.
Der Schallvorhang aus Alurahmen arbeitet ebenfalls hydraulisch. Die zusätzliche Tragfähigkeit beträgt 300 kg mit einer Punktlast von 150 kg. Die Hubgeschwindigkeit als Schallvorhang beträgt bis zu 0,8 m/s, als Schwerlastzug bis zu 0,5 m/s.
Der hydraulisch betriebene Schleierzug hat eine Tragfähigkeit von 350 kg mit einer Punktlast von 150 kg.
Die Bühnenfläche umfasst 480 m² und ist mit maximal 500 kg/m² belastbar. Die nutzbare Bühnenbreite beläuft sich auf 17,2 Meter und die Bühnentiefe von der vorderen Portalkante bis zum Schiebefalttor 19 Meter.
Die Bühnenfläche besteht aus einer dreh- und hebbaren Kernscheibe mit einem Durchmesser von 7,20 m in der Mitte und einer drehbaren Ringscheibe mit einem Außendurchmesser von 15 Meter um die Kernscheiben. Weiters gibt es drei handbetriebene stationäre Personenversenkungen.

### Organisationsstruktur
Seit 1999 gehört die Volksoper Wien zu 100 % der Bundestheater Holding ebenso wie die Staatsoper Wien GmbH und die Burgtheater GmbH. Eine weitere Tochtergesellschaft ist die Theaterservice GmbH, die zu 51,1 % der Bundestheaterholding gehört. Die restlichen 48,9 % halten die drei Bühnenbetriebe jeweils zu gleichen Teilen (jeweils 16,3 %).
Gemeinsam mit der Wiener Staatsoper ist der Volksoper die selbständige ARGE Ballett der Wiener Staatsoper und Volksoper nachgeordnet.

## Direktoren
| - Adam Müller-Guttenbrunn (1898–1903) - Rainer Simons (1903–1917) - Raoul Mader (1917–1919) - Felix Weingartner (1919–1924) - August Markowsky/Fritz Stiedry (1924) - Hugo Gruder-Guntram/Leo Blech (1925) - Hermann Frischler (1925–1928) - Jakob Feldhammer/Otto Preminger (1929–1931) - Leo Kraus (1931–1933) - Karl Lustig-Prean/Jean Ernest (1934–1935) - Jean Ernest /Alexander Kowalewsky (1935–1938) - Anton Baumann (1938–1941) - Oskar Joelli (1941–1944) | - Hermann Juch (1946–1955) - Franz Salmhofer (1955–1963) - Albert Moser (1963–1973) - Karl Dönch (1973–1986) - Eberhard Waechter (1987–1992; 1991–1992 zugleich Direktor der Wiener Staatsoper) - Ioan Holender (1992–1996; zugleich Direktor der Wiener Staatsoper) - Klaus Bachler (1996–1999) - Dominique Mentha (1999–2003) - Rudolf Berger (2003–2007) - Robert Meyer (2007–2022) - Lotte de Beer ab 2022 |

## Uraufführungen
(Quelle:)
- Frau Holda, Oper von Max Egger, am 14. April 1908[20]
- Im Tal der Liebe, Operette von Oscar Straus, am 23. Dezember 1909[20]
- Kleider machen Leute, Oper von Alexander von Zemlinsky, am 2. Dezember 1910 (erste Fassung)[20]
- Der Kuhreigen, Musikalisches Schauspiel von Wilhelm Kienzl, am 23. November 1911
- Pompeji, Oper von Marziano Perosi, am 6. April 1912[20]
- Napoleon und die Frauen, Operette von Heinrich Reinhardt, am 1. Mai 1912[20]
- Liebesketten, Oper in drei Akten von Eugen d’Albert, am 12. November 1912[20]
- Die himmelblaue Zeit, Operette von Oscar Straus, am 21. Februar 1914[20]
- Der Gast des Königs, Operette von Heinrich Reinhardt, am 9. Jänner 1916[20]
- Der Kohlenpeter, Oper von Robert Konta, am 3. März 1916[20]
- Das Testament, Musikalische Komödie von Wilhelm Kienzl, am 6. Dezember 1916[20]
- Der eiserne Heiland, Oper von Max von Oberleithner, am 20. Jänner 1917[20]
- Der liebe Augustin, Oper von Julius Bittner, am 11. Juli 1917[20]
- Der Tell, Oper von Josef Reiter, am 3. November 1917[20]
- Frauenlist, Oper von Josef Heller, am 9. Dezember 1917[20]
- Der weiße Adler, Oper nach Musik von Frédéric Chopin, bearbeitet von Raoul Mader, am 22. Dezember 1917[20]
- Die galante Markgräfin, Operette von Oscar Straus (Neufassung der Operette Im Tal der Liebe), am 24. Jänner 1919[20]
- Abbé Innocent, Oper von Max Ast, 8. Juni 1918[20]
- Eroica, Oper von Marco Frank, am 31. März 1919[20]
- Maria von Magdala, Oper von Lio Hans, am 22. Dezember 1919[20]
- Die drei Freier, Oper von Oskar Stella, am 4. Juni 1919[20]
- Mozart, Singspiel in zwei Akten und einem Nachspiel von Hans Duhan, am 2. Juni 1923[21]
- Die glückliche Hand, Drama mit Musik von Arnold Schönberg, am 14. Oktober 1924
- Das Märchen, Traumspiel von Franz Moser, am 19. Februar 1926[20]
- Général d'amour, Operette von Julius Bittner, am 3. März 1926[20]
- Die Blinde, Oper von Ralph Benatzky und Max Ast, am 12. März 1927[20]
- Ich hab mein Herz in Heidelberg verloren, Singspiel von Fred Raymond und Fritz Löhner-Beda, am 27. April 1927[20]
- Ade, du liebes Elternhaus (Die Lori), Operette von Oskar Jascha, am 5. Jänner 1928[20]
- Der unsterbliche Franz, Operette nach Franz Schubert, bearbeitet von Julius Bittner und Ernst Décsey, 24. April 1928[20]
- Das Herrgottslied, Singspiel von Michael Krauß, am 21. November 1930[20]
- Die Nachtigall, Oper von Leo Kraus, am 29. Jänner 1932[20]
- Freut euch des Lebens, Operette von Johann und Josef Strauß, bearbeitet von Bernhard Grün, am 22. Dezember 1932[20]
- Rosen im Schnee, Operette von Oskar Jascha (nach Kar Loewe), 20. Jänner 1933[20]
- Die Hochzeit der Sobeide, Oper von Alexander Tscherepnin, am 17. März 1933[20]
- Wiener G’schichten, Singspiel nach Josef Hellmesberger, bearbeitet von Oskar Jascha, am 19. Oktober 1934[20]
- Das ist die erste Liebelei, Operette von Edmund Eysler, am 23. Dezember 1934[20]
- Das Walzerparadies, Operette von Oscar Straus, am 18. Februar 1935[20]
- Das Netterl vom Kahlenberg, Operette von Hermann Fohringer, am 19. Februar 1935[20]
- Theodora, Operette von Kurt Zorlig, am 22. November 1935[20]
- Der gütige Antonius, Operette von Jara Beneš, 23. Dezember 1935[20]
- Auf der grünen Wiese, Operette von Jara Beneš, am 9. Oktober 1936[20]
- Sie, Johann...!, Operette von Paul Weiß, am 16. April 1937[20]
- Die Reise um die Erde, Operette von Robert Stolz, am 22. Dezember 1937[20]
- Gruß und Kuß aus der Wachau, Operette von Jara Beneš, am 17. Februar 1938[20]
- Dorothea, Oper von Friedrich Bayer, am 14. Juni 1940[20]
- Frühjahrsparade, Operette von Robert Stolz, am 5. März 1964[20]
- Dreikönig, Oper von Franz Salmhofer, am 13. April 1970[20]
- König Nicolo, Oper von Rudolf Weishappel, am 11. Februar 1972[20]
- Kleider machen Leute, Oper von Marcel Rubin, am 14. Dezember 1973[20]
- Der eingebildete Kranke, Oper von Franz Alfons Wolpert, am 26. April 1975[20]
- Gilbert & Sullivan, Revue/Operette – Musik von Arthur Sullivan (zusammengestellt von Caspar Richter, Lida Winiewicz und Helmut Baumann), am 12. Dezember 1983[20]
- Gomorra oder Wie Ihr es verdient, Oper von HK Gruber und Richard Bletschacher, am 18. Jänner 1993[20]
- Felix. Oder von einem, der auszog das Gruseln zu lernen, Jazzoper von Klaudia Kadlec (Libretto) und Max Nagl (Musik) nach dem Märchen der Gebrüder Grimm, am 23. Juni 2002
- Antonia und der Reißteufel, Pop-Oper für Kinder und Erwachsene von Christian Kolonovits (Musik) und Angelika Messner (Text), UA: 13. Dezember 2009
- Vivaldi – Die fünfte Jahreszeit, eine BaRock-Oper von Christian Kolonovits (Musik) und Angelika Messner (Text), UA: 3. Juni 2017
- Die letzte Verschwörung, Mythos-Operette, Musik und Libretto von Moritz Eggert, UA: 25. März 2023
- Lass uns die Welt vergessen – Volksoper 1938, Regie, Text und Libretto: Theu Boermans, Musik: Keren Kagarlitsky basierend auf Gruß und Kuss aus der Wachau von Jara Beneš, UA 14. Dezember 2023[22]
- Alma - Oper von Ella Milch-Sheriff, Libretto von Ido Ricklin, UA: 26. Oktober 1924, Musikalische Leitung: Omer Meir Wellber, Regie: Ruth Brauer-Kvam
- Der Krieg der Knöpfe - Musiktheater-Abenteuer für die ganze Familie, UA: 10.11.2024, Idee, Textfassung und Regie: Johanna Arrouas, Musikalische Leitung: Helmut Thomas Stippich

## Ehrenmitglieder
Die Auszeichnung der Ehrenmitgliedschaft der Volksoper Wien wird in Absprache zwischen der Direktion und den Betriebsräten der Bundestheaterholding vorgeschlagen und wird dann vom zuständigen Minister und vom Bundespräsidenten per Urkunde bestätigt.
Dieser Ehrentitel wird für besondere und langjährige Verdienste um die Volksoper (nicht nur in künstlerischer Hinsicht) verliehen.
Seit 1973 wird die Ehrenmitgliedschaft verliehen – das erste ernannte Ehrenmitglied war Robert Stolz. Die Liste der Ehrenmitglieder umfasst nicht nur Sänger, sondern auch Direktoren, Musiker, Dirigenten, Regisseure und Mitarbeiter:
- Klaus Bachler
- Adolf Dallapozza
- Michael Heltau
- Ioan Holender
- Dagmar Koller
- Sigrid Martikke
- Robert Meyer[4]
- Helga Papouschek
- Kurt Schreibmayer
- Rainer Schubert
- Harald Serafin
- Wicus Slabbert
- Ulrike Steinsky
- Diethmar Straßer
- Helmut Süss
- Andreas Tuschl
- Rudolf Wasserlof

Die verstorbenen Ehrenmitglieder der Volksoper Wien:
(Verleihung der Ehrenmitgliedschaft im Jahr / Geboren / Verstorben)
- Robert Stolz (1973 / 1880 / 1975)
- Esther Rethy (1973 / 1912 / 2004)
- Walter Hoesslin (1974 / 1910 / 1996)
- Hermann Juch (1974 / 1908 / 1995)
- Fred Liewehr (1974 / 1909 / 1993)
- Albert Moser (1974 / 1920 / 2001)
- Anton Paulik (1974 / 1901 / 1975)
- Rudolf Christ (1974 / 1916 / 1982)
- Hans Pirringer (1974 / 1905 / 1980)
- Adolf Rott (1974 / 1905 / 1982)
- Otto Fritz  (1975 / 1916 / 2012)
- Oscar Fritz Schuh (1975 / 1904 / 1984)
- Sonja Mottl-Preger (1983 / 1923 / 2014)
- Henny Herze (1983 / 1909 / 1993)
- Karl Dönch (1983 / 1915 / 1994)
- Erich Kuchar (1984 / 1927 / 2015)
- Peter Minich (1984 / 1927 / 2013)
- Johannes Heesters (1984 / 1903 / 2011)
- Heinz Conrads (1985 / 1913 / 1986)
- Paul Walter (1986 / 1906 / 2000)
- Peter Gerhard (1987 / 1907 / 1994)
- Wolfgang Jeschek (1987 / 1927 / 2018)
- Guggi Löwinger (1987 / 1939 / 2018)
- Herbert Prikopa (1987 / 1935 / 2015)
- Robert Jungbluth (1987 / 1928 / 2009)
- Franz Bauer-Theussl (1989 / 1928 / 2010)
- Christiane Sorell (1989 / 1931 / 2015)
- Karlheinz Haberland (1989 / 1924 / 2013)
- Alexander Pichler (1991 / 1911 / 1992)
- Rudolf Bibl (1991 / 1929 / 2017)
- Mirjana Irosch (1992 / 1939 / 2024)
- Hans Grötzer (1993 / 1928 / 2019)
- Marcel Prawy (1994 / 1911 / 2003)
- Robert Herzl (1997 / 1940 / 2014)
- Elisabeth Kales (2004 / 1951 / 2005)
- Renate Holm (2007 / 1931 /  2022)
- Mirjana Irosch (1992 / 1939 /2024)